# Harutaeographa bipuncta
Harutaeographa bipuncta là một loài bướm đêm trong họ Noctuidae.